# Aridefferia basingeri
Aridefferia basingeri là một loài ruồi trong họ Asilidae. Aridefferia basingeri được Wilcox miêu tả năm 1966. Loài này phân bố ở vùng Tân Bắc giới.